# Barracoon (Album)
Barracoon (1619–2019) ist ein Jazzalbum des Saxophonisten J. D. Allen. Die Aufnahmen entstanden am 16. Januar 2019 in Astoria, New York und erschienen Mitte 2019 auf dem Label Savant Records.

## Hintergrund
Barracoon entstand bei einer Trio-Aufnahmesession JD Allens mit zwei Nachwuchstalenten, dem Schlagzeuger Nic Cacioppo und dem Bassisten Ian Kenselaar, der sowohl Kontrabass wie E-Bass spielt. Der Albumtitel Barracoon bezieht sich auf eine Baracke, in der Sklaven eingesperrt wurden, und ist der Titel eines lange verloren geglaubten Buchs von Zora Neale Hurston, das 1931 keinen Verleger fand, in Auszügen 2003 und vollständig erst 2018 veröffentlicht wurde und auf den Erzählungen von Cudjoe Kazoola Lewis über seine Reise 1860 mit einem Sklavenschiff in die USA aufbaut. Der Titel des Stücks The Immortal (H. Lacks) bezieht sich auf Henrietta Lacks, eine afroamerikanische Frau, aus deren Krebszellen in den 1950er Jahren ohne deren Einwilligung die „unsterblichen“ HeLa-Zellen wurden, die bis heute gewinnbringend in der medizinischen Forschung eingesetzt werden. Der Untertitel 1619–2019 spricht die 400-jährige Wiederkehr des Tages an, als die ersten 20 schwarzen Sklaven auf einem niederländischen Schiff in Jamestown (Virginia) eintrafen und damit der atlantische Sklavenhandel den nordamerikanischen Kontinent erreichte.

## Titelliste
- JD Allen: Barracoon (Savant SCD2177)[4]
  1. Barracoon
  2. G Sus
  3. The Goldilocks Zone
  4. The Immortal (H. Lacks)
  5. 13
  6. Beyond the Goldilocks Zone
  7. Communion
  8. EYE Scream
  9. Ursa Major
  10. When You Wish upon a Star (Leigh Harline, Ned Washington)
- Alle anderen Kompositionen stammen von J. D. Allen.

## Rezeption
Wenn nur mehr politische Alben wie Allens Barracoon wären, wünschte Chris Pearson in The Times. „Es war inspiriert vom 400. Jahrestag der Ankunft von Sklaven in den USA und unseren gegenwärtigen Unruhen. Obwohl der amerikanische Tenorsaxophonist es vorziehen würde, dass wir seine spitz betitelten Melodien als Aufforderung zum weiteren Studium verwenden, ist es in Ordnung, wenn wir es nicht tun. Es ist ein kluger Schachzug: Indem die Musik genauso wichtig ist wie die Botschaft, wird diese mit größerer Wahrscheinlichkeit übermittelt.“ Andrian Kreye (Süddeutsche Zeitung) zählt das Album zu den zehn besten Alben des Jahres 2019; für den 46-jährigen Tenorsaxofonisten aus Detroit sei „sein neues Trio mit zwei halb so alten Musikern ein neuer Aufbruch. Und weil das Album von Zora Neale Hurstons Buch von 1927 inspiriert ist, bekommt die aggressive Kraftstrotzerei auch noch politischen Kontext.“

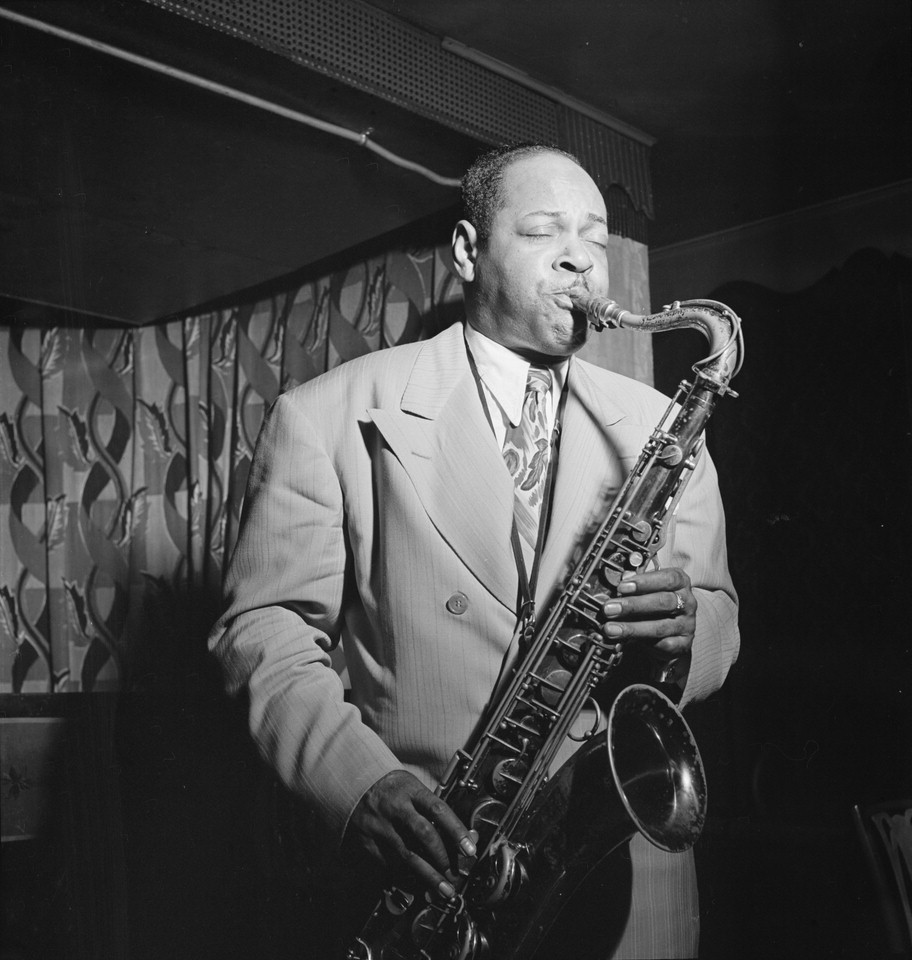
Coleman Hawkins im Spotlite Club, etwa September 1947.
Fotografie von William P. Gottlieb. Hawkins gilt als „Vater“ des Tenorsaxophonspiels

Nach Ansicht von Ken Micallef (JazzTimes)  folgt Barracoon, Allens 13. Veröffentlichung, einem einfachen Schema: Der Tenorsaxophonist legt eine einfache Melodie vor, die dann von ihm und einer Rhythmusgruppe aus Schlagzeuger Nic Cacioppo und Bassist Ian Kenselaar dekonstruiert wird: „Es ist ein traditioneller Ansatz mit untraditionellen Ergebnissen. Obwohl Allen ein klassischer Spieler im Stile von Coleman Hawkins, Sonny Rollins und Ben Webster ist, lässt er sich nie auf diesem heiligen Boden nieder.“ Weitere historische Bezüge sieht der Autor in John Coltranes Musik in der Impressions-Phase und der weicheren Formensprache von Frank Lowe und Archie Shepp.
Eric Snider (Jazziz) notierte, „Allens massiver Tenorton klingt, als wäre er von dunklem, lehmigem Boden gepflügt. Tief und bullig, wie mit einer Raspel bemessen, unterbrochen von rasselnden, leisen Hupen und flüchtigen Schreien, hat es eine angeborene Verbindung zum Blues.“ Die Anziehungskraft von Allens Sound bringe Barracoon weit, schrieb der Autor weiter, könne aber den Deal nicht ganz zum Abschluss bringen. Die zehn Stücke, alle bis auf eines Allen-Originalkompositionen, basierten größtenteils auf einfachen melodischen Phrasen, was eine willkommene Abkehr von der zielgerichteten Komplexität darstellt, die in so vielen zeitgenössischen Jazzkompositionen zu hören ist. Aber die Motive werden redundant, was mit der Zeit eine betäubende Wirkung habe. In ähnlicher Weise tendierten Allens improvisatorische Wege dazu, ähnliche Wege zu beschreiten. Eine Art der Stasis setze ein. Ein zusätzlicher Solist – Klavier, Gitarre, ein weiteres Blasinstrument – hätte vielleicht geholfen, merkt Snider kritisch an.
Im Gegensatz dazu vergab Mackenzie Horne dem Album in All About Jazz die höchste Punktzahl von fünf Sternen und lobte: „Barracoon als großartige Platte zu bezeichnen, würde einen falschen Eindruck hinterlassen - obwohl es sich tatsächlich um eine fantastische Platte handelt. Es wäre erniedrigend, das Stück nur als hervorragendes Beispiel für die Post-Bop-Produktion zu bezeichnen. Diese Aufzeichnung ist wichtiger als das; dies ist nicht nur für die künstlerische Entwicklung Allens von Bedeutung, sondern trägt auch zu einem größeren historischen Rahmen bei. Barracoon rahmt Allen als Anführer, Geschichtenerzähler und Historiker ein.“
Allen behandele seinen Inhalt mit Liebe und entwaffnendem Respekt, schrieb Horne; die Platte sei ein Fest der schwarzen Beharrlichkeit, mit Themen und Titeln, die auf Zora Neale Hurston, Cudjo Lewis, Henrietta Lacks und die großen Tenorsaxophonisten verweisen, die Allen vorausgingen.
J.D. Considine erwähnt im Down Beat, Allen habe in seinen Liner Notes die Hörer wissen lassen, dass ein Teil dessen, was auf dem Album zu hören ist, die Reaktion des Saxophonisten auf das „politische Klima (auf der ganzen Welt)“ widerspiegele, und es sei nicht schwer, so der Autor, eine Verbindung zwischen den rauschenden Emotionen der Titelmelodie herzustellen zum tatsächlichen Sklavenleben, erzählt in Zora Neale Hurstons anthropologischer Studie Barracoon, der Geschichte des letzten „Black Cargo“. Zu seiner Ehre sind die meisten von Allens Titeln jedoch nicht so offensichtlich, so dass es dem Hörer überlassen bleibt, die emotionale Erzählung zu entschlüsseln.